# 张家寺古城
张家寺古城，位于中国青海省民和县前河乡张家寺村，为青海省市县级文物保护单位，公布日期为1987年4月16日，类型为古遗址。
张家寺古城的历史年代为待定。